# Tarzan e a Cidade de Ouro
Tarzan e a Cidade de Ouro (Tarzan and the City of Gold no original em inglês) é um romance de autoria do escritor norte-americano Edgar Rice Burroughs. Publicado em 1933, é o décimo-sexto de uma série de vinte e quatro livros sobre o personagem Tarzan.

## Resumo
Enquanto perambula pela Abissínia, Tarzan livra um guerreiro das garras de um bando de shiftas. O homem é Valthor, das fileiras de Athne, a Cidade de Marfim. Os dois se dirigem para lá, mas primeiro têm de passar por Cathne, a Cidade de Ouro, inimiga de Athne. Enquanto Athne cria elefantes para a guerra, Cathne cria leões.
O senhor das selvas é capturado e aprisionado junto com Phobeg, o homem mais poderoso de Cathne, caído em desgraça por "pisar na cauda de deus". Ao ser interrogado, conhece a Rainha Nemone, bela e temperamental, cujo comportamento sinaliza loucura. Nemone é acompanhada por Belthar, um enorme e raivoso leão, o que a transforma numa adversária mortal.
Nemone se apaixona por Tarzan, que fica fascinado por ela. Logo, Tarzan trava amizade com seu próprio guarda, um nobre cathniano, e ganha o respeito dos guerreiros e cidadãos da cidade.
Contudo, outros nobres temem que Nemone os substitua pelo homem-macaco e passam a tramar a queda dele. Cabe a Tarzan, então, desmantelar a intriga palaciana e conquistar sua liberdade.

## História editorial
O livro foi escrito entre 1 de novembro de 1931 e 7 de janeiro de 1932.
Publicado primeiramente na revista pulp Argosy, em seis edições consecutivas, de 12 de março a 16 de abril de 1932, com ilustração da capa assinada por Paul Stahr e uma ilustração interna em cada número desenhada por Samuel Cahan.
A Edgar Rice Burroughs, Inc. publicou a primeira edição em livro (capa dura), em 1 de setembro de 1933, data em que o escritor completava cinquenta e oito anos de idade. A sobrecapa, o frontispício, e as cinco ilustrações internas são de autoria de J. Allen St. John.
O romance foi lançado no Brasil pela Companhia Editora Nacional, em 1940, sob o número 67 da lendária coleção Terramarear, com tiragem de 5000 exemplares. Entre 1948 e 1956, foram colocadas no mercado outras quatro edições de dez mil unidade cada.
Em 1971, a Distribuidora Record lançou a obra, com o título levemente modificado para Tarzan e a Cidade do Ouro e tradução de Ruy Jungmann. Assim como as outras sete aventuras do herói publicadas por aquela editora, o desenho da capa é de Burne Hogarth.
Em Portugal, o livro saiu pela lisboeta Portugal Press.

## Adaptações

### Quadrinhos
A primeira quadrinização foi na forma de tiras diárias, ilustradas por Rex Maxon e roteirizadas por R. W. Palmer, foi publicada nos jornais de 26 de março a 15 de setembro de 1934.
A primeira adaptação para revista em quadrinhos saiu pela Gold Key nas edições de agosto e setembro de 1969 de "Tarzan of the Apes", ilustrada por Doug Wildey e escrita por Gaylord Du Bois.
As cidades de Athne e Cathne apareceram em diversas histórias ilustradas por Jesse Marsh para a Dell Comics.

### Televisão
O romance foi adaptado para o primeiro episódio da telessérie animada Tarzan, Lord of the Jungle, levada ao ar por quatro temporadas, entre 1976 e 1978.

### Outras
- A editora Whitman Publishing, subsidiária da Western Publishing, publicou uma versão da narrativa especial para crianças.[1]

## Continuação
Ao entregar à revista Argosy a primeira metade do manuscrito da obra, Burroughs deu a entender que escreveria uma continuação, com o título de Tarzan and the City of Ivory. Essa continuação nunca se concretizou, porém as cidades de Athne e Cathne foram palco de novas aventuras de Tarzan em Tarzan the Magnificent, publicado em livro em 1939.